# Acoustic Soul
Albums de India.Arie
Voyage to India
(2002)
Acoustic Soul est le premier album de la chanteuse de neo soul/RnB américaine India.Arie, sorti en 2001. Il fut nommé sept fois à la 44e cérémonie des Grammy Awards notamment dans les catégories "Meilleur album de l'année" et "Meilleur album RnB".

## Liste des titres
1. "Intro" – 0:50
2. "Video" – 4:09
3. "Promises" – 4:37
4. "Brown Skin" – 4:56
5. "Strength, Courage & Wisdom" – 4:57
6. "Nature" – 4:24
7. "Back to the Middle" (featuring Blue Miller) – 5:11
8. "Ready for Love" – 4:28
9. "Interlude" – 1:24
10. "Always in My Head" – 4:40
11. "I See God in You" – 3:17
12. "Simple" – 3:26
13. "Part of My Life" – 4:03
14. "Beautiful" – 4:05
15. "Outro" – 1:20
16. "Wonderful (Dédicace à Stevie Wonder)" – 5:31

### Édition japonaise
1. "Butterfly" – 4:07

### Édition britannique
1. "Strength, Courage & Wisdom" (Live) – 5:57
2. "Brown Skin" (Remix de Bedroom Rockers) – 3:36

### Disque Bonus de l'édition spéciale
1. "Video" (Remix de DJ Dodge)
2. "Video" (Remix de Urban Wolves/Dream Team) (featuring Super Cat)
3. "Brown Skin" (Remix de la radio Bedroom Rockers)
4. "Brown Skin" (Mix du E-London Club)
5. "Brown Skin" (Mix de Mind Trap)
6. "Strength, Courage & Wisdom" (Remix)
7. "Strength, Courage & Wisdom" (Live From Paradiso)

## Singles
| Information |
| --- |
| "Video" - Sorti : 2001 - Compositeurs : India.Arie, Carlos "6 July" Broady, Shannon Sanders - Producteur : Carlos "6 July" Broady - Directeur : Terry Heller - Meilleure position dans les classements : #47 U.S., #14 U.S. R&B, #32 UK |
| "Brown Skin" - Sorti : 2001 - Compositeurs : India.Arie, Carlos "6 July" Broady, Shannon Sanders - Producteur : India.Arie - Directeur : Tim Story - Meilleure position dans les classements : #39 U.S. R&B, #29 UK, #95 AUS            |
| "Strength, Courage & Wisdom" - Sorti : 2001 - Compositeur : India.Arie - Producteurs : India.Arie, Mark Batson - Directeur : - Meilleure position dans les classements : #76 U.S. R&B                                                   |
| "Ready for Love" - Sorti : 2001 - Compositeurs : India.Arie, Blue Miller - Producteur : Blue Miller - Directeur : Sanaa Hamri - Meilleure position dans les classements : —                                                             |

## Contributeurs

### Musiciens
- India.Arie – Chant, guitare acoustique
- Mark Batson – Orgue, synthétiseur, guitare basse, percussions, batterie, claviers, programmation musicale, Mellotron, Fender Rhodes
- Carlos "6 July" Broady – programmation musicale
- John Catchings – Violoncelle
- Larry Goldings – Orgue Hammond, Piano électrique Wurlitzer, orchestration des cordes.
- Steve Grossman – percussions, batterie
- Tony Harrell – Claviers
- Kerisha Hicks – Chœurs
- Judeth Insel – Alto
- Avery Johnson – guitare basse
- Bashiri Johnson – percussions
- Doug Kahan – guitare basse
- Terry MacMillan – percussions
- Blue Miller – guitare acoustique, guitare, guitare électrique, programmation musicale, Chant, Chœur (musique)Chœurs
- Bob Power – guitare basse, guitare, Chef d'orchestre, programmation musicale
- Marlene Rice – violon
- Ralph Rolle – Batterie
- Joyce Simpson – Chœurs
- David Spak – percussions
- Laurnea Wilkerson – Chœurs
- Nioka Workman – Violoncelle

### Production
- Producteur : Mark Batson, Carlos "6 July" Broady, Blue Miller, Bob Power
- Producteur délégué : Kedar Massenburg
- Ingénieurs du son : Kevin Haywood, Avery Johnson, Jim Lightman, Blue Miller, Mark Niemiec, Bob Power, Lovis Scalise, Mike Tocci
- Mixage du son : Kevin Haywood, George Karras, Jim Lightman, Chris Mazer, Blue Miller, Bob Power, Mike Shipley, Alvin Speights, Dave Way
- Mastering : Chris Athens
- Programmation : Mark Batson
- Producteur assistant : Jason Breckling
- Arrangements des cordes : Mark Batson
- Ingénieur des cordes : Jon Smeltz
- Directeur de la Création : Sandy Brummels
- Chef de produit : Liz Loblack
- Directeur artistique : Annalee Valencia
- Design : Annalee Valencia
- Photographie : Kwaku Alston, Michael Benabib
- Styliste : Joyce Simpson
- Maquilleuse : Roxanna Floy

## Historique des sorties
| Region      | Date             | Format             |
| ----------- | ---------------- | ------------------ |
| États-Unis  | 27 mars 2001     | Compact disc       |
| Royaume-Uni | 22 octobre 2001  | Compact disc       |
| Japon       | 11 décembre 2001 | Compact disc       |
| États-Unis  | 17 juillet 2007  | Special edition CD |

## Classements
| Classement (2001)                               | Meilleure position |
| ----------------------------------------------- | ------------------ |
| Classement ARIA des albums en Australie         | 36                 |
| Classement des albums au Canada                 | 21                 |
| Classement MegaCharts des albums aux Pays-Bas   | 69                 |
| Classement musical en Allemagne                 | 50                 |
| Classement RIANZ des albums en Nouvelle-Zélande | 19                 |
| Classement des albums en Suède                  | 43                 |
| Classement des albums en Suisse                 | 85                 |
| Classement des albums au Royaume-Uni            | 55                 |
| Billboard 200                                   | 10                 |
| Billboard Top R&B/Hip-Hop Albums                | 3                  |
| Billboard Internet Albums                       | 6                  |